# Alexander L. George
Alexander Lawrence George (* 31. Mai 1920 in Chicago; † 16. August 2006 in Seattle) war ein US-amerikanischer Politologe mit dem Schwerpunkt auf Krisentheorie und Graham H. Stuart Professor of Political Science Emeritus an der Stanford University.

## Leben
Seine Eltern waren Assyrer aus Urmia in Nordwestiran. Im Zweiten Weltkrieg war er Analyst der Federal Communications Commission von 1942 bis 1944 und diente in Deutschland von 1945 bis 1948. Er erwarb die akademischen Grade an der University of Chicago, zuletzt den Ph. D. in Politikwissenschaften 1958. Er lehrte auch an der American University in Washington, D.C. Von 1948 bis 1968 arbeitete er als Spezialist für politische Entscheidungen in der RAND Corporation, wo er die  Abteilung für Sozialwissenschaften leitete, bevor er 1968 an die Stanford University ging.
Zu seinen Arbeitsgebieten gehörte das Verhalten der politischen Führer während nuklearer Krisen im Kalten Krieg. Darin beriet er Politiker auch direkt und trug so zur Risikominderung bei. Zum Weiteren verglich er zur Entspannungspolitik von Richard Nixon und Henry Kissinger deren Strategie von Zuckerbrot und Peitsche gegenüber der Sowjetunion mit den Methoden der Psychologen zur Verhaltensmodifikation. Dagegen erhebt er Bedenken, weil sie die angestrebten Ziele zu pauschal angaben, statt sie möglichst genau festzulegen. So entstanden zu viele Schlupflöcher.

## Ehrungen
- 1974 Mitglied der American Academy of Arts and Sciences[4]
- 1975 Bancroft Prize
- 1983 MacArthur Foundation Fellowship
- 1997 NAS Award for Behavior Research Relevant to the Prevention of Nuclear War from the National Academy of Sciences.[5]
- 1998 Johan-Skytte-Preis

## Schriften
- Woodrow Wilson and Colonel House: a personality study, Courier Dover Publications 1964. ISBN 978-0-486-21144-2
- mit Rachel and Michael Deutch: The Chinese Communist Army in Action: The Korean War and Its Aftermath. Columbia University Press, 1967, ISBN 978-0-231-08595-3 (google.com [abgerufen am 10. Mai 2021]).
- mit Richard Smoke: Deterrence in American Foreign Policy: Theory and Practice. Columbia University Press 1974. ISBN 978-0-231-03838-6
- Managing U.S.-Soviet rivalry: problems of crisis prevention, Westview Press 1983. ISBN 978-0-86531-500-6
- mit Gordon A. Craig: Force and Statecraft: Diplomatic Problems of our time, Oxford University Press 1983
  - (deutsch): Zwischen Krieg und Frieden: Konfliktlösung in Geschichte u. Gegenwart, Beck, München 1989. ISBN 978-3406098581
- Mithg.: U.S.-Soviet security cooperation: achievements, failures, lessons, Oxford University Press 1988. ISBN 978-0-19-505398-2
- Forceful persuasion: coercive diplomacy as an alternative to war. United States Institute of Peace Press 1991. ISBN 978-1-878379-14-6
- mit Andrew Bennett: Case Studies and Theory Development in the Social Sciences. MIT Press, 2005, ISBN 978-0-262-57222-4 (google.com [abgerufen am 10. Mai 2021]).
- On foreign policy: unfinished business. Paradigm Publishers 2006. ISBN 978-1-59451-264-3